# Neanastatus pulchricorpus
Neanastatus pulchricorpus is een vliesvleugelig insect uit de familie Eupelmidae. De wetenschappelijke naam is voor het eerst geldig gepubliceerd in 1914 door Girault.